# سيندي روبنز
سيندي روبنز (بالإنجليزية: Cynthia Chenault)‏ هي كاتبة سيناريو وممثلة أمريكية، ولدت في 5 يناير 1937 في هاموند في الولايات المتحدة.

## وصلات خارجية
- سيندي روبنز على موقع IMDb (الإنجليزية)
- سيندي روبنز على موقع أول موفي (الإنجليزية)
- سيندي روبنز على موقع قاعدة بيانات الأفلام السويدية (السويدية)
- سيندي روبنز على موقع كينوبويسك (الروسية)